# Archivio Storico del Movimento Operaio Democratico Senese
L'Archivio Storico del Movimento Operaio Democratico Senese, abbreviato in Asmos, è un'associazione culturale di Siena dedicata alla ricerca, allo studio e alla divulgazione dei materiali relativi alla storia del Movimento operaio e democratico della provincia di Siena. 

## Storia
È stato fondato nel 1988 da Vasco Calonaci (1927-1998), che ne fu presidente fino alla morte, e da altri esponenti del partito comunista senese. Nel 1996 ha ottenuto il riconoscimento di Archivio di notevole interesse storico dalla Soprintendenza archivistica della Regione Toscana. All'inizio custodiva prevalentemente le carte del PCI senese; successivamente ha ampliato il patrimonio documentario che attualmente è molto più vasto. La sua specificità è duplice: oltre a custodire e diffondere la documentazione, promuove l'analisi e il confronto aperto su temi storici, politici e culturali, con particolare attenzione alle trasformazioni sociali ed economiche dell'età contemporanea. Ha raccolto inoltre e rese disponibili testimonianze orali e scritte, sia di personalità che hanno ricoperto cariche istituzionali, sia di persone semplici, lavoratori e lavoratrici che hanno vissuto esperienze e momenti significativi nella storia di Siena e provincia.
Per mancanza di fondi l'orario di apertura al pubblico è limitato.

## Fondi
- Fondo Calonaci, la documentazione è stata ordinata e donata dallo stesso Vasco Calonaci; dopo la sua morte l'inventario è aumentato di tre buste successivamente al convegno organizzato in sua memoria[2]
- Fondo fotografico relativo della Seconda guerra mondiale: comizi, raduni partigiani, funerali di Monte Maggio, referendum del 1946, guerra civile di Spagna, bombardamento Poggibonsi.
- Circa quindicimila volumi e opuscoli, in gran parte catalogati (Aleph), relativi agli anni immediatamente successivi alla Liberazione. Il materiale è stato donato dalla Federazione provinciale senese del PCI e dalle singole sezioni.
- L'archivio Gabrio Avanzati di proprietà del Centro di documentazione e solidarietà con i popoli del Mediterraneo.

Il patrimonio librario si è arricchito negli anni di ulteriori donazioni private e di nuovi acquisti.